# احمد شرویده
احمد شرویده (عربی: أحمد شرويدة؛ زادهٔ ۲۱ اکتبر ۱۹۹۰) بازیکن فوتبال اهل مصر است.
از باشگاه‌هایی که در آن بازی کرده‌است می‌توان به باشگاه فوتبال الاتحاد اسکندریه، باشگاه فوتبال انپی، و باشگاه فوتبال المصری اشاره کرد.
وی همچنین در تیم ملی فوتبال مصر بازی کرده‌است.